# 대니 로즈
대니얼 리 "대니" 로즈(Daniel Lee "Danny" Rose, 1990년 7월 2일 ~ )는 잉글랜드의 전 축구 선수이다. 현역 시절 주 포지션은 왼쪽 풀백이었지만 윙어나 왼쪽 미드필더로도 뛸 수 있었다.

## 수상

### 토트넘 홋스퍼
- 프리미어리그 : 준우승 (2016-17)
- UEFA 챔피언스리그 : 준우승 (2018-19)

### 잉글랜드 축구 국가대표
- FIFA 월드컵 : 4위 (2018)

### 개인
- PFA 올해의 팀 : 2015-16, 2016-17